# Trogtalite
La trogtalite è un minerale.